# Chalampé
Chalampé (en idioma francés y oficialmente, Eichwald en idioma alemán) es una localidad y comuna francesa situada en el departamento de Alto Rin, en la región de Alsacia. 

## Demografía
| 414 | 614 | 891 | 1034 | 1011 | 966 |
| Para los censos de 1962 a 1999 la población legal corresponde a la población sin duplicidades (Fuente: INSEE [Consultar]) |     |     |      |      |     |